# Petaurista xanthotis
Petaurista xanthotis är en däggdjursart som först beskrevs av Milne-Edwards 1872.  Petaurista xanthotis ingår i släktet jätteflygekorrar, och familjen ekorrar. Inga underarter finns listade i Catalogue of Life.
Med en kroppslängd (huvud och bål) av 32,5 till 43 cm, en svanslängd av 29,4 till 35 cm samt med en vikt av 700 till 1200 g är arten liksom andra jätteflygekorrar en stor gnagare. Den har 6,5 till 8 cm långa bakfötter och 4,3 till 5,0 cm stora öron. Den mjuka pälsen på ovansidan bildas av en mörk underull samt av täckhår som är svarta vid roten och gulbrun till vitaktig vid spetsen vad som ger en gulgrå pälsfärg. Typisk är en orange fläck bakom varje öra samt öron med svarta spetsar. Petaurista xanthotis har en vit strupe och ljusgrå päls på andra delar av undersidan. Fötterna är svarta och andra delar av extremiteterna samt flygmembranens kanter har en orange skugga. Även svansens hår är svarta nära roten. De har en orange spets och svansens undersida är ljusare.
Denna flygekorre förekommer i centrala Kina i provinserna Gansu, Sichuan, Yunnan, Qinghai och Xizang. Arten lever i bergstrakter och på högplatå som ligger cirka 3000 meter över havet. Habitatet utgörs av skogar.
Individerna vilar i trädens håligheter och håller ingen vinterdvala. De äter blad, unga växtskott och frön från barrträd. Honan föder under sommaren en kull med vanligen två ungar.
Denna flygekorre fångas med fällor för pälsens skull. Den hittas i olika skyddsområden. IUCN kategoriserar arten globalt som livskraftig.